# Adolf (Jülich-Berg)

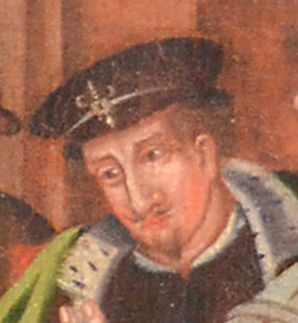
Adolf auf dem Bödinger Fundationsbild von 1621

Adolf VII. von Jülich-Berg († 14. Juli 1437 in Köln) war ab 1408 Herzog von Berg und ab 1423 auch Herzog von Jülich. Unter ihm erfolgte die Vereinigung beider Herzogtümer zum Territorialverbund Jülich-Berg. Zuvor, von 1395 bis 1402, war Adolf Graf von Ravensberg.

## Leben
Adolf war der Sohn Herzog Wilhelms I. von Berg und Annas, Tochter des Kurfürsten Ruprecht II. von der Pfalz und Schwester des deutschen Königs Ruprecht I.
Schon früh machte er seinem Vater den Besitz des Herzogtums Berg streitig. 1395 bekam Adolf von seinem Vater die mit Berg verbundene Grafschaft Ravensberg übertragen. Wohl aus Angst um sein Erbe zwang Adolf nach der 1397 von seinem Vater verlorenen Schlacht von Kleverhamm diesen, weitere Teile Bergs abzutreten. 1403 ging Adolf zu offener Auflehnung über und setzte seinen Vater von August 1403 bis November 1404 auf Schloss Burg gefangen. Die benachbarten Landesherren stellten sich jedoch gegen ihn, und als sein königlicher Onkel Ruprecht 1405 über ihn die Reichsacht verhängte, unterwarf er sich seinem Vater. 1408 folgte er ihm als Herzog nach.
Nach weiteren Fehden versuchte Adolf zwischen 1414 und 1416 gewaltsam, seinen Bruder Wilhelm zum Erzbischof von Köln zu machen, scheiterte jedoch gegen Dietrich von Moers nach Schiedsspruch König Sigismunds.
Adolf hatte 1401 Jolanthe von Bar geheiratet und machte sich, als deren Bruder Herzog Eduard III. von Bar ohne Söhne 1415 starb, Hoffnungen, den gemeinsamen Sohn Ruprecht zum neuen Herzog von Bar zu machen, da König Sigismund ihm 1417 die Markgrafenschaft Pentamousson als Reichslehen übertrug. Allerdings war dieses Lehen nur ein Teil des Herzogtums Bar, während zu dieser Zeit der andere Teil von Bar Bestandteil von Lothringen war und zu Frankreich gehörte. Ein französischer Mitbewerber Réne von Anjou erhob aber ebenfalls Anspruch auf das Herzogtum. Adolf VII. zog deshalb zur Durchsetzung seiner Ansprüche 1421 gegen seinen Widersacher René I. zu Felde, wurde aber 1422 in Lothringen gefangen genommen, musste sich freikaufen und verzichtete auf Bar.
Als 1423 Herzog Rainald von Geldern und Jülich ohne direkten Erben starb, versuchte Adolf, dessen Familie eine Seitenlinie des Hauses Jülich bildete, seine Erbansprüche in den beiden Herzogtümern durchzusetzen. In Jülich gelang dies rasch und Adolf wurde Herzog. Um Geldern brach dagegen der Zweite Geldrische Erbfolgekrieg aus. Die langwierigen Kämpfe gegen die Partei Arnolds von Egmond brachten jedoch zu Lebzeiten Adolfs keine Entscheidung.
Adolfs Frau Jolanthe starb bereits 1421. 1430 heiratete Adolf Elisabeth von Bayern, die Tochter Herzog Ernsts von Bayern-München. Diese Ehe blieb kinderlos. 1433 starb außerdem Sohn Ruprecht, so dass Adolf bei seinem Tod keinen direkten Erben hinterließ. Nachfolger als Herzog von Jülich und Berg wurde sein Neffe Gerhard, bis dahin Graf von Ravensberg.
Adolf starb 1437 und wurde im Altenberger Dom begraben.